# Champ magnétique interplanétaire
Pour les articles homonymes, voir CMI.

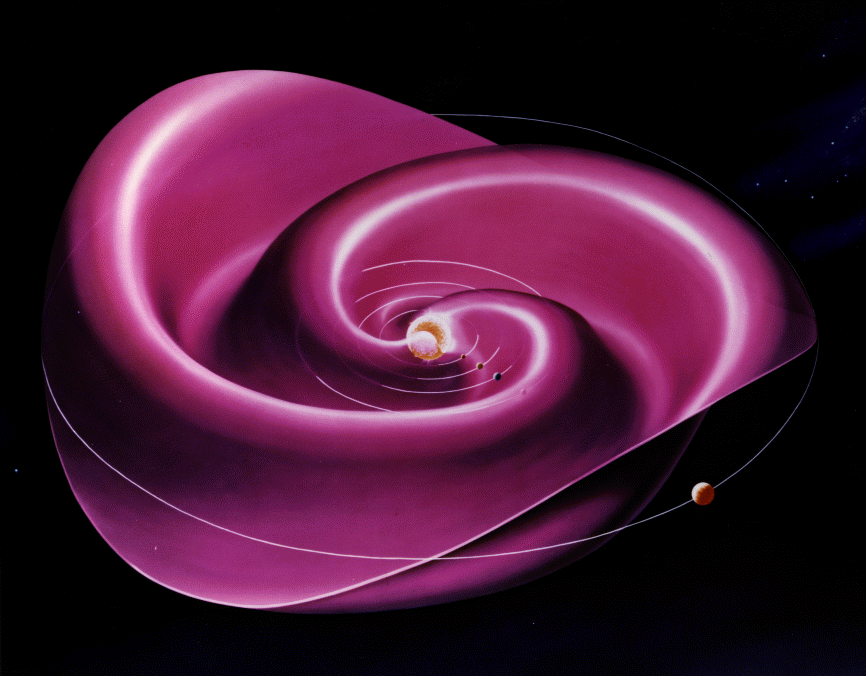
La nappe de courant héliosphérique le long de la spirale de Parker est la forme prise par le champ magnétique solaire dans le milieu interplanétaire.

Le champ magnétique interplanétaire (CMI), également connu sous le nom de champ magnétique de l'héliosphère, est le champ magnétique du Soleil porté par le vent solaire à travers les planètes et autres corps du Système solaire, dans le milieu interplanétaire jusqu'au confins de l'héliosphère.
Les modélisations actuelles du CMI lui donnent une forme de spirale, nommée spirale de Parker. Bien que cette approximation soit sujette à des variations générales, en raison de la variation de l'activité solaire et d'influences exercées par le milieu interstellaire, et locales, en raison d'influences exercées par les magnétosphères de certaines planètes, elle semble correspondre avec un certain degré de précision aux observations du CMI, réalisées depuis le milieu du XXe siècle. Un faible courant électrique d'une densité d'environ 10−10 A/m2 circule au voisinage de cette surface, formant une nappe de courant que l'on appelle la nappe de courant héliosphérique,,.

## Description

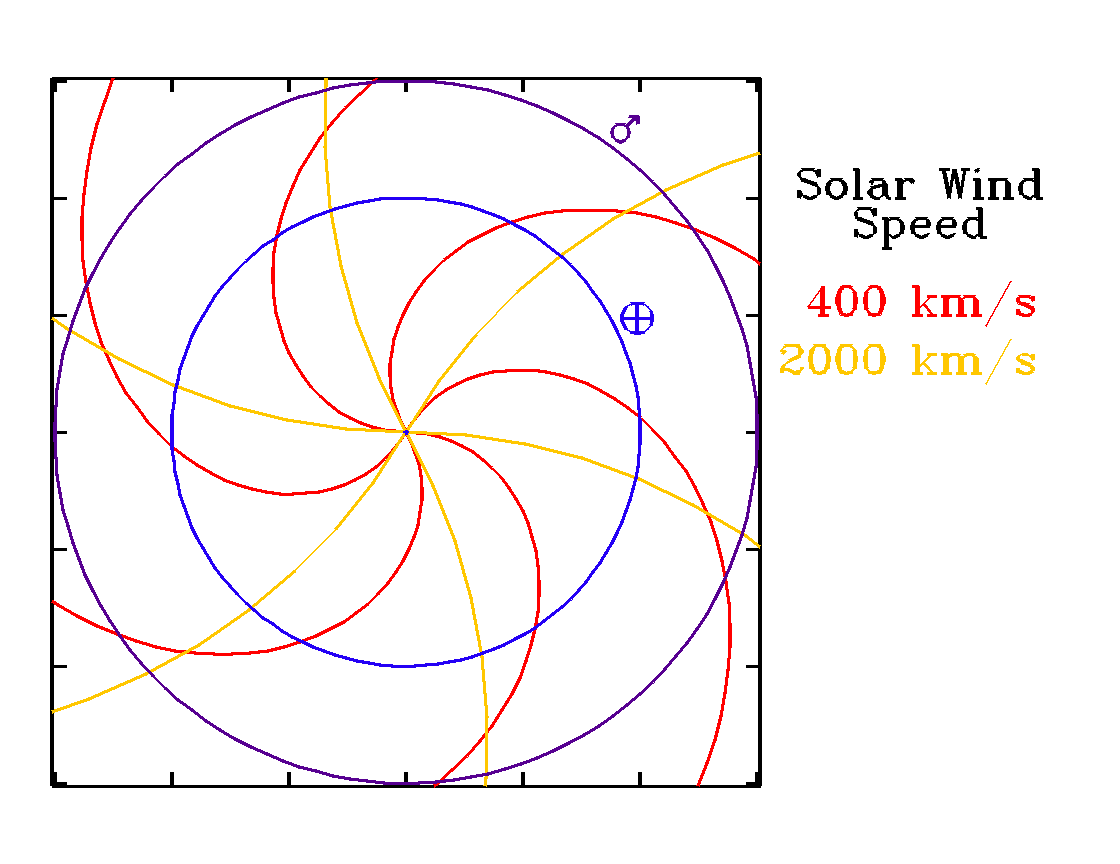
Schéma de la spirale de Parker (vue du pôle Nord du Soleil). Les courbes en rouge représente le tracé pour un vent solaire d'environ 400 km/s, alors que celles en jaune illustrent celui d'un vent solaire de 2000 km/s. Le cercle en bleu représente l'orbite de la Terre et celui en mauve, celle de Mars.

Le vent solaire est un plasma composé de particules ionisées accélérées par le Soleil et s'éloignant de ce dernier à des vitesses supersoniques, voire relativistes,. Cela fait en sorte que le vent solaire peut porter des lignes de champs magnétiques. La pression magnétique dominante de l'étoile, conjuguée à la rotation du Soleil, fait en sorte qu'il domine la plus grande partie de l'héliosphère sous la forme d'une spirale[réf. à confirmer],.

## Modélisation

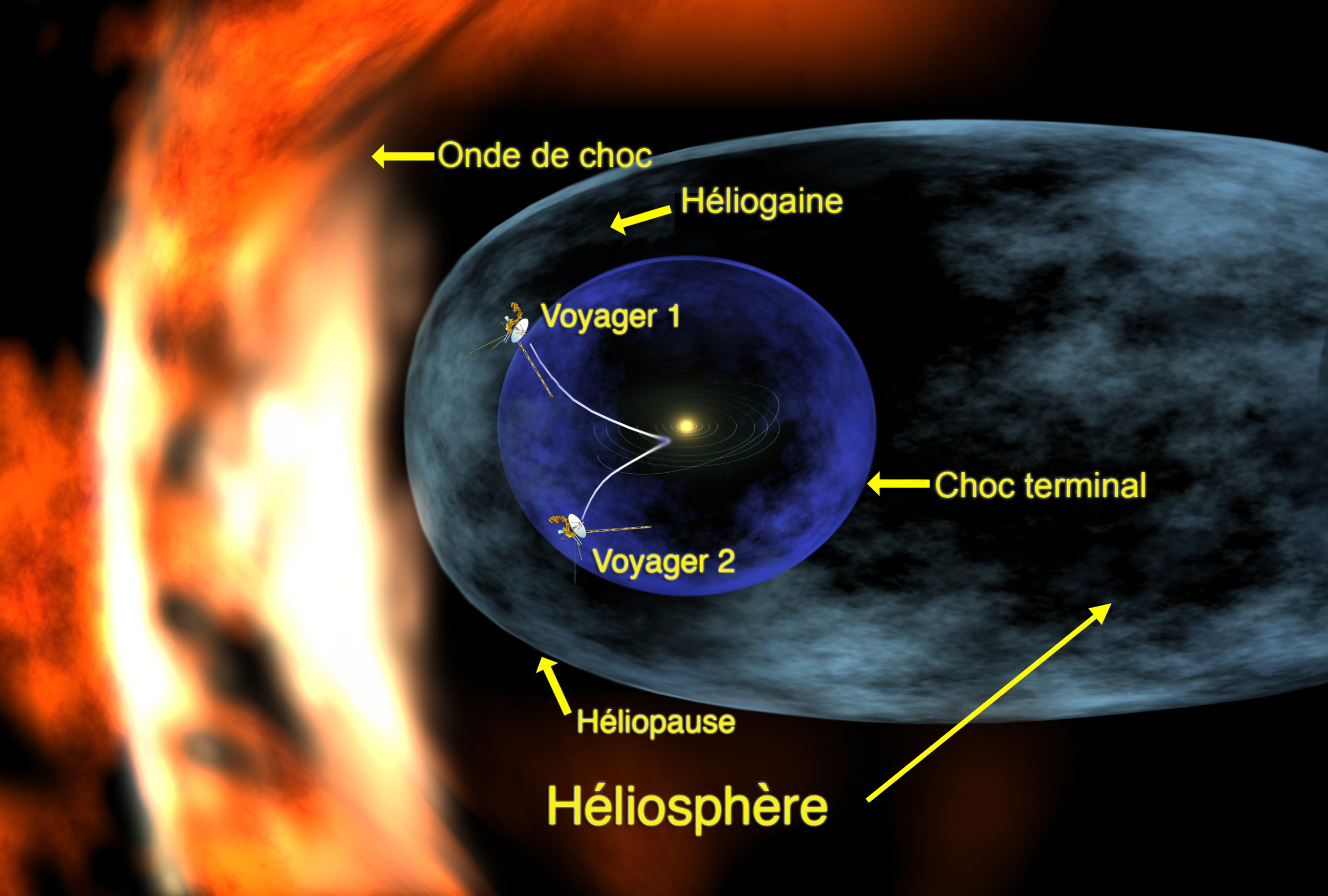
Schéma simplifié de l'héliosphère, représentant l'héliogaine, l'héliopause et le choc terminal.

La modélisation du CMI suppose certaines hypothèses préliminaires. D'abord, il faut supposer l'état d'équilibre, c'est-à-dire que la gravitation solaire et que l'accélération du vent solaire peuvent être négligés à partir d'une certaine distance. Ainsi, la vitesse radiale devient une constante et la vitesse tangentielle est directement liée à la rotation du Soleil.
Par la suite, il faut supposer que le plasma est un conducteur parfait. Ainsi, les lignes de champ magnétique se déplacent avec ce dernier. Cela implique que les lignes de courant de champ magnétique seront toujours parallèles aux lignes de courant de vitesse[style à revoir] et la rotation solaire donne la forme en spirale.
Bien que représentant une situation idéalisée, ces approximations permettent d'obtenir des résultats concordant avec les observations obtenues à partir de différents satellites et sondes spatiales (cf. #Observations)

## Effets

Vidéo présentant une simulation de l'interaction de la magnétosphère terrestre avec le CMI.

Plusieurs planètes du Système solaire possèdent un champ magnétique plus ou moins intense. L'interaction entre ce dernier et le CMI engendre différents phénomènes physiques.
Ainsi, la magnétosphère terrestre dévie le vent solaire. La rencontre entre le CMI et le champ magnétique de la Terre se fait plus précisément à la magnétopause. Le CMI peut ainsi être dévier ou annuler partiellement le champ magnétique de la Terre,.
Près de la Terre[Combien ?], le CMI a une faible valeur, variant en force de 1 à 37 nanotesla (nT), avec une valeur moyenne de ~ 6 nT.

## Observations
Le CMI a été observé par plusieurs satellites, tels que Imp-1, Imp-8, ISEE-1 et ISEE-3, ainsi que par des sondes telles Voyager 1 et 2.
Si l'espace était vide, le champ magnétique solaire diminuerait en fonction du cube de la distance. Il passerait de 10−4 T à sa surface pour atteindre environ 10−11 T au niveau de l'orbite de la Terre. Cependant, les premières observations du CMI à la hauteur de la Terre ont indiqué une intensité environ 100 fois supérieure à ce qui était attendu (10−9 T). Ceci serait causé par une certaine quantité de plasma présent dans le milieu interplanétaire. En effet, celui-ci fait en sorte que le milieu interplanétaire peut être assimilé à un fluide conducteur baigné dans un champ magnétique, ce qui induit un courant électrique qui produit en retour un champ magnétique, selon un mécanisme semblable à celui d'un générateur MHD.

### Variations
Plusieurs phénomènes peuvent influencer le CMI, dont les éjections de masse coronale interplanétaires (ICME), le milieu interstellaire ou l'effet de Cranfill,.
Les changements du champ magnétique interplanétaire peuvent avoir des répercussions sur la météorologie spatiale. Celle-ci désigne les conditions et les processus se produisant dans l'espace qui peuvent avoir des répercussions sur l'environnement proche de la Terre. Ces conditions peuvent entraîner des dommages aux satellites ou même une perturbation des réseaux d'électricité.